# Kildare County Football Club
Maillots
Kildare County Football Club est un club irlandais de football participant au Championnat d'Irlande de football. Le club, fondé en 2002, basé à Newbridge dans le Comté de Kildare, joue ses matches à domicile dans le stade de Station Road. Ses couleurs sont le noir et blanc.

## Histoire du club
Quand le club de St. Francis fut exclu du championnat national en 2001, le club régional de Newbridge Town FC fut approché par les dirigeants de la ligue nationale de football afin de prendre sa place en First Division. Le nom du club fut changé en Kildare County FC. essentiellement dans un but marketing ; il s’agissait alors de provoquer un intérêt plus important dans l’ensemble du Comté.

## Entraîneurs
- 2008 :  Tony Cousins